# Bekir Bozdağ

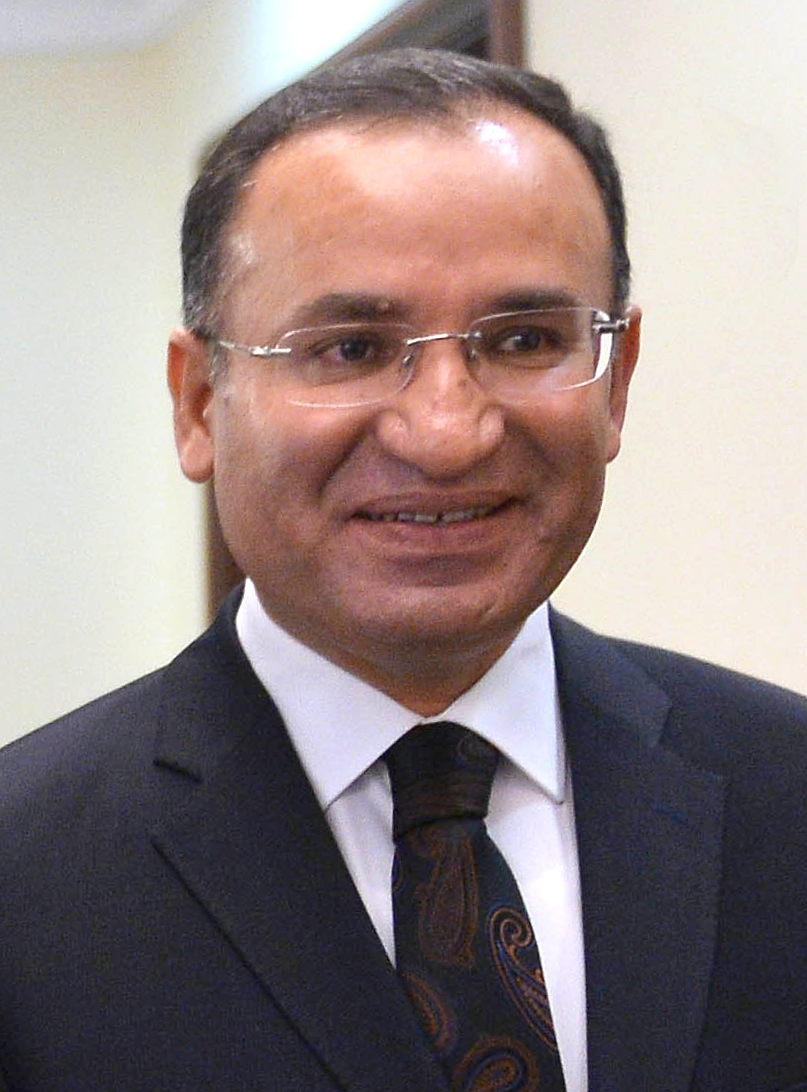
Bekir Bozdağ (2014)

Bekir Bozdağ (* 1. April 1965 in Akdağmadeni, Provinz Yozgat) ist ein türkischer Theologe, Jurist und Politiker kurdischer Abstammung. Im Kabinett Erdoğan IV war er von 2022 bis Juni 2023 Justizminister der Türkei.

## Leben
Der Sohn von Mehmet und Nuriye Duran studierte zunächst an der Theologischen Fakultät der Universität Uludağ in Bursa, wo er einen Master in Geschichte der Religionen erwarb, und dann Rechtswissenschaft an der Selçuk Üniversitesi.
Nach einiger Zeit in öffentlichen Ämtern arbeitete er als selbständiger Rechtsanwalt. Im April 1999 war er in seiner Heimatstadt Kandidat bei der Bürgermeister-Wahl. Seit der Gründung der AKP (2001) war er deren Mitglied. Er wurde 2002, 2007 und 2011 ins Parlament gewählt.
Er war einer der vier Vize-Premierminister der Türkei im Kabinett Erdoğan III (6. Juli 2011 bis zum 28. August 2014). Der damalige Ministerpräsident Erdoğan berief ihn zum 25. Dezember 2013 als Nachfolger von Sadullah Ergin zum Justizminister der Türkei. Im Kabinett Davutoğlu I hatte er dieses Amt bis zum 7. März 2015 inne; dann ersetzte Ministerpräsident Ahmet Davutoğlu ihn durch Kenan İpek (parteilos). Am 24. November 2015 wurde er im Kabinett Davutoğlu II wieder in sein Amt berufen. Im Kabinett Yıldırım war er zunächst Justizminister. Als es am 19. Juli 2017 zu einer Kabinettsumbildung kam, wurde Bozdağ als stellvertretender Ministerpräsident vorgestellt, ein Amt, welches er bis Juni 2018 innehatte.
Ein türkischer Verein buchte für Anfang März 2017 eine Veranstaltungshalle in Gaggenau für ein Vereinstreffen, verschwieg dem Vermieter aber, dass Bozdag in der Halle reden sollte, offenbar um für das am 16. April 2017 terminierte Verfassungsreferendum zu werben. Als die Stadt kurz vor dem Termin erfuhr, dass in der relativ kleinen Halle ein so prominenter Redner auftreten sollte, sagte sie die Veranstaltung aus Sicherheitsgründen ab. Der türkische Außenminister Çavuşoğlu machte Deutschland danach massive Vorwürfe und äußerte, Deutschland müsse „lernen, sich zu benehmen“. Bozdag brandmarkte die Absage seines Auftritts als „faschistisches Vorgehen“. Bozdag wurde ferner berühmt mit seiner Aussage bei einem Missbrauchsprozess, dass der Missbrauch eines Kindes mit seiner Einwilligung geschehen sei und somit keinen Straftatbestand darstelle. Durch derartige Aussagen versuchte der AKP Politiker Bozdag die enormen Missbrauchsfälle in muslimischen Einrichtungen ihrer islamistischen Klientel zu relativieren.
Nach dem Rücktritt von Abdülhamit Gül  am 29. Januar 2022 wurde er erneut zum Justizminister der Türkei ernannt. Am 29. Januar 2022 erschien in Amtsblatt eine neue Richtlinie. Darin heißt es, gegen „schädliche Inhalte“ in der „schriftlichen, mündlichen und visuellen Presse“ würden „notwendige Maßnahmen“ ergriffen. Diese wurden nicht konkret benannt. Ziel sei es, eine „zerstörerische Wirkung“ auf die Gesellschaft, auch auf Kinder und Jugendliche, zu minimieren.
Er spricht neben Türkisch auch Englisch und Arabisch, ist verheiratet und hat drei Kinder.